# Hollandia az 1980. évi téli olimpiai játékokon
Hollandia az egyesült államokbeli Lake Placidben megrendezett 1980. évi téli olimpiai játékok egyik részt vevő nemzete volt. Az országot az olimpián 2 sportágban 29 sportoló képviselte, akik összesen 4 érmet szereztek.

## Érmesek
| Érem  | Versenyző      | Sportág        | Versenyszám    |
| ----- | -------------- | -------------- | -------------- |
| Arany | Annie Borckink | Gyorskorcsolya | Női 1500 m     |
| Ezüst | Piet Kleine    | Gyorskorcsolya | Férfi 10 000 m |
| Ezüst | Ria Visser     | Gyorskorcsolya | Női 1500 m     |
| Bronz | Lieuwe de Boer | Gyorskorcsolya | Férfi 500 m    |

## Gyorskorcsolya
Férfi
| Versenyző            | Versenyszám | Eredmény       | Helyezés       |
| -------------------- | ----------- | -------------- | -------------- |
| Lieuwe de Boer       | 500 m       | 38,48          |                |
| Lieuwe de Boer       | 1000 m      | 1:17,97        | 10.            |
| Hilbert van der Duim | 500 m       | 40,42          | 28.*           |
| Hilbert van der Duim | 1000 m      | 1:19,89        | 21.            |
| Hilbert van der Duim | 1500 m      | 1:59,49        | 11.            |
| Hilbert van der Duim | 5000 m      | 7:07,97        | 4.             |
| Hilbert van der Duim | 10 000 m    | 14:47,58       | 6.             |
| Bert de Jong         | 500 m       | 39,30          | 16.*           |
| Bert de Jong         | 1000 m      | 1:17,29        | 6.             |
| Bert de Jong         | 1500 m      | 1:59,83        | 13.            |
| Piet Kleine          | 5000 m      | 7:08,96        | 6.             |
| Piet Kleine          | 10 000 m    | 14:36,03       |                |
| Yep Kramer           | 1500 m      | nem ért célba~ | nem ért célba~ |
| Yep Kramer           | 5000 m      | 7:14,09        | 9.             |
| Yep Kramer           | 10 000 m    | 15:04,79       | 11.            |

Női
| Versenyző            | Versenyszám | Eredmény       | Helyezés       |
| -------------------- | ----------- | -------------- | -------------- |
| Annie Borckink       | 500 m       | 44,47          | 22.            |
| Annie Borckink       | 1000 m      | 1:27,24        | 6.             |
| Annie Borckink       | 1500 m      | 2:10,95        |                |
| Annie Borckink       | 3000 m      | 4:47,35        | 13.            |
| Sijtje van der Lende | 500 m       | 44,74          | 26.            |
| Sijtje van der Lende | 1000 m      | 1:28,72        | 13.            |
| Sijtje van der Lende | 1500 m      | 2:16,05        | 15.            |
| Sijtje van der Lende | 3000 m      | 4:51,53        | 16.            |
| Haitske Valentijn    | 500 m       | 44,02          | 15.            |
| Haitske Valentijn    | 1000 m      | 1:28,80        | 14.*           |
| Ria Visser           | 1500 m      | 2:12,35        |                |
| Ria Visser           | 3000 m      | nem ért célba~ | nem ért célba~ |

* - egy másik versenyzővel azonos eredményt ért el

~ - a futam során elesett

## Jégkorong
| Holland férfi jégkorongcsapat-játékoskeret                                                                            | Holland férfi jégkorongcsapat-játékoskeret                                                                         | Holland férfi jégkorongcsapat-játékoskeret                                                              |
| --- | --- | --- |
| - Ron Berteling - Klaas van den Broek - Brian de Bruyn - John de Bruyn - Dick Decloe - Rick van Gog - Corky de Graauw | - Jack de Heer - Harrie van Heumen - Henk Hille - Chuck Huizinga - Jan Janssen - William Klooster - Patrick Kolijn | - Leo Koopmans - Ted Lenssen - George Peternousek - Allan Pluimers - Frank van Soldt - Larry van Wieren |

### Eredmények
Vörös csoport
| Csapat        | M | Gy | D | V | G+ | G– | Gk  | P  |
| ------------- | - | -- | - | - | -- | -- | --- | -- |
| Szovjetunió   | 5 | 5  | 0 | 0 | 51 | 11 | +40 | 10 |
| Finnország    | 5 | 3  | 0 | 2 | 26 | 18 | +8  | 6  |
| Kanada        | 5 | 3  | 0 | 2 | 28 | 12 | +16 | 6  |
| Lengyelország | 5 | 2  | 0 | 3 | 15 | 23 | –8  | 4  |
| Hollandia     | 5 | 1  | 1 | 3 | 16 | 43 | –27 | 3  |
| Japán         | 5 | 0  | 1 | 4 | 7  | 36 | –29 | 1  |

- Finnország és Kanada között az egymás elleni eredmény (4–3) döntött.

| 1980. február 12. | Kanada (CAN) | 10 – 1 (2–1, 2–0, 6–0) | Hollandia | Lake Placid |

|  |  |  |  |  |
|  |  |  |  |  |
|  |  |  |  |  |
|  |  |  |  |  |

| 1980. február 14. | Szovjetunió (URS) | 17 – 4 (8–1, 7–1, 2–2) | Hollandia | Lake Placid |

|  |  |  |  |  |
|  |  |  |  |  |
|  |  |  |  |  |
|  |  |  |  |  |

| 1980. február 16. | Hollandia (NED) | 3 – 3 (1–3, 1–0, 1–0) | Japán | Lake Placid |

|  |  |  |  |  |
|  |  |  |  |  |
|  |  |  |  |  |
|  |  |  |  |  |

| 1980. február 18. | Lengyelország (POL) | 3 – 5 (1–3, 1–2, 1–0) | Hollandia | Lake Placid |

|  |  |  |  |  |
|  |  |  |  |  |
|  |  |  |  |  |
|  |  |  |  |  |

| 1980. február 20. | Finnország (FIN) | 10 – 3 (2–1, 2–1, 6–0) | Hollandia | Lake Placid |

|  |  |  |  |  |
|  |  |  |  |  |
|  |  |  |  |  |
|  |  |  |  |  |

| Csapat    | Helyezés |
| --------- | -------- |
| Hollandia | 9.       |